# Dyschoriste setigera
Dyschoriste setigera är en akantusväxtart som först beskrevs av Christiaan Hendrik Persoon, och fick sitt nu gällande namn av John Charles Manning och Goldblatt. Dyschoriste setigera ingår i släktet Dyschoriste och familjen akantusväxter. Inga underarter finns listade i Catalogue of Life.